# Franz Xaver Niemetschek
Franz Xaver Niemetschek (nascut a Sadska, Bohèmia el 24 de juliol del 1766 i mort a Viena, el 19 de març del 1849) Escriptor txec i crític musical.
Fill d'una família amb tradició musical. Va ser professor de filosofia a la Universitat de Praga des del 1802 fins a la seva jubilació el 1821.
Publicà la primera biografia de W. A. Mozart l'any 1798 a Praga amb el títol "Leben des k.k. Kapellmeisters Wolfgang Gottlieb Mozart nach Originalquellen beschrieben". A més de ser la primera, és l'única escrita per un testimoni presencial i autoritzada per Constanze Mozart, la seva vídua. Aquesta obra té el mèrit de ser una de les primeres biografies musicals, i per això és un valuós document per a la musicologia contemporània.